# Mérignac (Żyronda)
Mérignac (wymowaⓘ) – miejscowość i gmina we Francji, w regionie Nowa Akwitania, w departamencie Żyronda.
Według danych na rok 1990 gminę zamieszkiwały 57 273 osoby, a gęstość zaludnienia wynosiła 1189 osób/km² (wśród 2290 gmin Akwitanii Mérignac plasuje się na 3. miejscu pod względem liczby ludności, natomiast pod względem powierzchni na miejscu 130.).

## Współpraca
- Saint-Laurent, Kanada
- Kaolack, Senegal